# Flight 23 – Air Crash
Flight 23 – Air Crash ist ein Low-Budget-Actionfilm von Liz Adams aus dem Jahr 2012. Produziert wurde der Film von der US-amerikanischen Produktionsfirma The Asylum, die bereits zwei Jahre zuvor mit Airline Disaster einen ähnlichen Film veröffentlichten. 

## Handlung
Durch einen Solarsturm werden die Satelliten des ACAT-Systems, ein neuartiges Terrorabwehr-Programm für Flugzeuge, zerstört. Dadurch geraten die Air Force One und ein Passagierflugzeug von Americana Blue auf direkten Kollisionskurs. Während am Boden im Cleveland Tower der FAA versucht wird, Kontakt mit den beiden Maschinen aufzunehmen, wird an Bord der Air Force One versucht, den Kurs zu ändern. Dieses ist jedoch aufgrund der Fehlfunktion des ACAT-Systems nicht möglich, da der Computer alles und jeden als Feind identifiziert und somit Sicherheitspersonal und Piloten nacheinander ausschaltet.

## Veröffentlichung
In den USA wurde der Film am 27. März 2012 auf DVD und Blu-ray Disc veröffentlicht. Der deutsche Veröffentlichungstermin war der 21. September 2012.

## Kritik
„‚Stirb langsam‘-Polizeipummelchen Reginald VelJohnson ist der verantwortliche Mann am Boden und prominenteste Star in der Darstellerriege dieses jederzeit erfolgreich um Übertreibung bemühten Flugzeugkatastrophendramas der Holzklasse. Der Feind der Woche ist ein Computersystem, das nicht zwischen solchen und Freunden zu unterscheiden vermag, Beinaheabstürze, Heldentaten und Kollateralschäden sind die unvermeidliche Folge. Trashfreunde kommen auf ihre Kosten.“

„90 Minuten lang nur Sinkflug.“